# Emmy do Primetime de melhor atriz convidada numa série de comédia
O Emmy do Primetime de melhor atriz convidada em série de comédia é um dos prêmios Emmy do Primetime.

## Anos 1970
- 1975 - Cloris Leachman em The Mary Tyler Moore Show

## Anos 1980
- 1988 - Beah Richards em Frank's Place
- 1989 - Colleen Dewhurst em Murphy Brown

## Anos 1990
- 1990 - Swoosie Kurtz em Carol & Company
- 1991 - Colleen Dewhurst em Murphy Brown
- 1993 - Tracey Ullman em Love & War
- 1994 - Eileen Heckart em Love & War
- 1995 - Cyndi Lauper em Mad About You
- 1996 - Betty White em The John Larroquette Show
- 1997 - Carol Burnett  em Mad About You
- 1998 - Emma Thompson em Ellen
- 1999 - Tracey Ullman em Ally McBeal

## Anos 2000
| - 2000: Jean Smart - Frasier como Lorna Lynley - Bea Arthur - Malcolm in the Middle como Srª. White - Cheri Oteri - Just Shoot Me! como Cindy Monroe - Debbie Reynolds - Will & Grace como Bobbi Adler - Holland Taylor - The Lot como Letitia DeVine - 2001: Jean Smart - Frasier como Lana Gardner - Cloris Leachman - Malcolm in the Middle como Vovó Ida - Jami Gertz - Ally McBeal como Kimmy Bishop - Bernadette Peters - Ally McBeal como Cassandra Lewis - Susan Sarandon - Friends como Cecilia Monroe - 2002: Cloris Leachman - Malcolm in the Middle como Vovó Ida - Susan Sarandon - Malcolm in the Middle como Meg Burbank - Katherine Helmond - Everybody Loves Raymond como Lois Palmer - Glenn Close - Will & Grace como Fannie Lieber - Frances Sternhagen - Sex and the City como Bunny MacDougal - 2003: Christina Applegate - Friends como Amy Green - Cloris Leachman - Malcolm in the Middle como Vovó Ida - Betty Garrett - Becker como Molly Firth - Betty White - Yes, Dear como Sylvia Weston - Georgia Engel - Everybody Loves Raymond como Pat MacDougall - 2004: Laura Linney - Frasier como Charlotte Novak - Christina Applegate - Friends como Amy Green - Eileen Brennan - Will & Grace como Zandra Zoggin - Cloris Leachman - Malcolm in the Middle como Vovó Ida - Georgia Engel - Everybody Loves Raymond como Pat MacDougall | - 2005: Kathryn Joosten - Desperate Housewives como Karen McCluskey - Lupe Ontiveros - Desperate Housewives como Juanita Solis - Blythe Danner - Will & Grace como Marylin Truman - Cloris Leachman - Malcolm in the Middle como Vovó Ida - Georgia Engel - Everybody Loves Raymond como Pat MacDougall - 2006: Cloris Leachman - Malcolm in the Middle como Vovó Ida - Shirley Knight - Desperate Housewives como Phylis Van de Kamp - Blythe Danner - Will & Grace como Marilyn Truman - Laurie Metcalf - Monk como Cora Cross - Kate Winslet - Extras como ela mesma - 2007: Elaine Stritch - 30 Rock como Colleen Donaghy - Dixie Carter - Desperate Housewives como Gloria Hodge - Laurie Metcalf - Desperate Housewives como Carolyn Bigsby - Salma Hayek - Ugly Betty como Sofia Reyes - Judith Light - Ugly Betty como Claire Meade - 2008: Kathryn Joosten - Desperate Housewives como Karen McCluskey - Polly Bergen - Desperate Housewives como Stella Wingfield - Carrie Fisher - 30 Rock como Rosemary Howard - Edie Falco - 30 Rock como Celeste "C.C." Cunningham - Elaine Stritch - 30 Rock como Colleen Donaghy - Sarah Silverman - Monk como Marci Maven - 2009: Tina Fey - Saturday Night Live como Sarah Palin - Jennifer Aniston - 30 Rock como Claire Harper - Elaine Stritch - 30 Rock como Colleen Donaghy - Gena Rowlands - Monk como Marge Nassell - Betty White - My Name Is Earl como Grizelda Weezmer - Christine Baranski - The Big Bang Theory como Drª. Beverly Hofstadter |

## Anos 2010
| - 2010: Betty White - Saturday Night Live como ela mesma - Tina Fey - Saturday Night Live como ela mesma - Kristin Chenoweth - Glee como April Rhodes - Elaine Stritch - 30 Rock como Colleen Donaghy - Christine Baranski - The Big Bang Theory como Drª. Beverly Hofstadter - Kathryn Joosten - Desperate Housewives como Karen McCluskey - Jane Lynch - Two and a Half Men como Drª. Linda Freeman - 2011: Gwyneth Paltrow - Glee como Holly Holliday - Kristin Chenoweth - Glee como April Rhodes - Dot-Marie Jones - Glee como Shannon Beiste - Elizabeth Banks - 30 Rock como Avery Jessup-Donaghy - Tina Fey - Saturday Night Live como ela mesma - Cloris Leachman - Raising Hope como Barbara "Maw Maw" Thompson - 2012: Kathy Bates - Two and a Half Men como Fantasma de Charlie Harper - Elizabeth Banks - 30 Rock como Avery Jessup-Donaghy - Margaret Cho - 30 Rock como Kim Jong-il - Dot-Marie Jones - Glee como Shannon Beiste - Maya Rudolph - Saturday Night Live como ela mesma - Melissa McCarthy - Saturday Night Live como ela mesma - 2013: Melissa Leo - Louie como Laurie Burke - Dot-Marie Jones - Glee como Shannon Beiste - Elaine Stritch - 30 Rock como Colleen Donaghy - Molly Shannon - Enlightened como Eileen Foliente - Kristen Wiig - Saturday Night Live como várias personagens - Melissa McCarthy - Saturday Night Live como várias personagens - 2014: Uzo Aduba - Orange is the New Black como Suzanne "Crazy Eyes" Warren - Laverne Cox - Orange Is the New Black como Sophia Burset - Natasha Lyonne - Orange Is the New Black como Nicole "Nicky" Nichols - Joan Cusack - Shameless como Sheila Jackson - Tina Fey - Saturday Night Live como várias personagens - Melissa McCarthy - Saturday Night Live como várias personagens | - 2015: Joan Cusack - Shameless como Sheila Jackson - Pamela Adlon - Louie como Pamela - Gaby Hoffmann - Girls como Caroline Sackler - Elizabeth Banks - Modern Family como Sal - Tina Fey - Unbreakable Kimmy Schmidt como Marcia - Christine Baranski - The Big Bang Theory como Drª. Beverly Hofstadter - 2016: Tina Fey e Amy Poehler - Saturday Night Live como elas mesmas - Amy Schumer - Saturday Night Live como ela mesma - Melissa McCarthy - Saturday Night Live como ela mesma - Melora Hardin - Transparent como Tammy Cashman - Christine Baranski - The Big Bang Theory como Drª. Beverly Hofstadter - Laurie Metcalf - The Big Bang Theory como Mary Cooper - 2017: Melissa McCarthy - Saturday Night Live como ela mesma - Kristen Wiig - Saturday Night Live como ele mesmo - Carrie Fisher (póstumo) - Catastrophe como Mia Norris - Angela Bassett - Master of None como Catherine - Wanda Sykes - Black-ish como Daphne Lido - Becky Ann Baker - Girls como Loreen Horvath - 2018: Tiffany Haddish - Saturday Night Live como ela mesma - Tina Fey - Saturday Night Live como ela mesma - Jane Lynch - The Marvelous Mrs. Maisel como Sophie Lennon - Maya Rudolph - The Good Place como Juíza Gen - Molly Shannon - Will & Grace como Val Basset - Wanda Sykes - Black-ish como Daphne Lido - 2019: Jane Lynch - The Marvelous Mrs. Maisel como Sophie Lennon - Kristin Scott Thomas - Fleabag como Belinda Friers - Fiona Shaw - Fleabag como Conselheira - Maya Rudolph - The Good Place como Juíza Gen - Sandra Oh - Saturday Night Live como ela mesma - Emma Thompson - Saturday Night Live como ela mesma |